# Autonomía proletaria
La expresión autonomía proletaria o autonomía obrera tiene dos acepciones.
Como concepto teórico, se utiliza para denominar a la capacidad de autonomía de los proletarios. En concreto, la capacidad de darse las propias formas de acción, organización y pensamiento correspondientes a sus necesidades.
Como corriente sociopolítica de la clase obrera, la autonomía proletaria ha existido como un movimiento de huelgas salvajes y de autoorganización obrera externa al movimiento obrero oficial (partidos y sindicatos) en la década de 1970 en países como España, Italia y Alemania (movimiento autónomo).
La expresión organizativa de la autonomía obrera ha sido la organización de fábrica o de empresa, formada a partir de comités de huelga extendidos.
En las insurrecciones revolucionarias europeas de principios del siglo XX (por ejemplo, la revolución alemana), las organizaciones de fábrica se coordinaron entre sí a través de delegados formando los consejos obreros.